# Georg V. von Angelach-Angelach
Georg V. von Angelach-Angelach († 1625) stammte aus dem Geschlecht der Herren von Angelach. Er wurde Vogt im Prättigau.

## Familie
Georg V. war der Sohn von Bernhard IV. von Angelach-Angelach. Als Ritter des Johanniterordens hätte der Vater den Zölibat einhalten müssen. Georg entstammte einer nichtehelichen Verbindung, ebenso seine Schwester Maria, die den Landschreiber Nikolaus Muchheim zu Uri heiratete. Georg V. war in zweiter Ehe verheiratet mit Margarita Tamman, die aus einer Familie des Luzerner Patriziat stammte. Aus dieser Ehe entstammten sechs Söhne, von denen uns folgende bekannt sind: Hans XI. Bernhard (* 1587; † 1646), späterer Weihbischof in Basel, Hans XII. Balthasar (* um 1588), Georg VI. († 1647), späterer Chorherr in Beromünster und Hans XIV. Ludwig (* 1600; † 1646).

## Leben
Georg V. wurde 1574 in Baden im Aargau als Bürger angenommen. Georg und zwei seiner Söhne erhielten 1589 ebenso das Bürgerrecht von Luzern. 1597 kaufte er die Herrschaft Böttstein und wurde in der Grafschaft Baden Richter und Stadtfähnrich. 1620 wurde er Vogt im Prättigau.